# Marcelo Ramos
Marcelo Ramos (født 25. juni 1973) er en tidligere brasiliansk fodboldspiller.